# Желанов, Сергей Викторович
Серге́й Ви́кторович Жела́нов (14 июня 1957, Алексин, Тульская область) — советский легкоатлет, призёр Олимпийских игр, мастер спорта СССР международного класса.

## Спортивная карьера
Наивысшего результата Сергей Желанов добился на Олимпийских играх в Москве в 1980 году, став бронзовым призёром в десятиборье с результатом 8135 очков.
После завершения спортивной карьеры работал тренером. В настоящее время[какое?] является старшим тренером сборной команды России по легкоатлетическим многоборьям.